# Nobody Else
Nobody Else è il terzo album del gruppo musicale britannico Take That, pubblicato il 2 maggio 1995.

## Descrizione
Tra i singoli estratti dal disco, i brani Sure, Back for Good e Never Forget sono riusciti a raggiungere la posizione numero 1 della Official Singles Chart.
L'album è stato l'ultimo disco di inediti della boy band prima del suo scioglimento, avvenuto dopo l'abbandono di Robbie Williams. Il cantante infatti, pochi mesi dopo la pubblicazione di Nobody Else, annunciò la volontà di intraprendere la carriera da solista. Tuttavia la band, dopo essersi riunita nel 2005, ha pubblicato nel 2006 l'album Beautiful World, che però non vede la partecipazione di Robbie Williams. Il primo album dopo Nobody Else che ha visto impegnato il gruppo nella sua formazione originaria è Progress, uscito nel 2010.

## Tracce
Testi e musiche di Gary Barlow eccetto dove indicato.
Edizione Regno Unito
1. Sure – 3:42 (Gary Barlow, Mark Owen, Robbie Williams)
2. Back for Good – 4:03
3. Every Guy – 3:58
4. Sunday to Saturday – 5:03 (Gary Barlow, Howard Donald, Mark Owen)
5. Nobody Else – 5:49
6. Never Forget – 5:11
7. Hanging Onto Your Love – 4:09 (Gary Barlow, David Morales)
8. Holding Back the Tears – 5:29
9. Hate It – 3:41
10. Lady Tonight – 4:37
11. The Day After Tomorrow – 4:54
12. Sure (Full Pressure Mix) – 5:39 (Gary Barlow, Mark Owen, Robbie Williams)
13. Back for Good (Urban Mix) – 4:02
14. Every Guy (Live) – 5:34

Edizione Nord America
1. Sure – 3:42 (Gary Barlow, Mark Owen, Robbie Williams)
2. Back for Good – 4:03
3. Babe – 4:53
4. Pray – 3:45
5. Nobody Else – 5:49
6. Never Forget – 5:12
7. Holding Back the Tears – 5:29
8. Every Guy – 3:59
9. Love Ain't Here Anymore – 3:59
10. The Day After Tomorrow – 4:48

## Classifiche

### Classifiche settimanali
| Classifica (1995)         | Posizione massima |
| ------------------------- | ----------------- |
| Australia                 | 2                 |
| Austria                   | 1                 |
| Belgio (Fiandre)          | 1                 |
| Belgio (Vallonia)         | 2                 |
| Canada                    | 23                |
| Danimarca                 | 3                 |
| Europa                    | 1                 |
| Finlandia                 | 1                 |
| Germania                  | 1                 |
| Giappone                  | 6                 |
| Irlanda                   | 1                 |
| Italia                    | 1                 |
| Norvegia                  | 4                 |
| Nuova Zelanda             | 21                |
| Paesi Bassi               | 1                 |
| Portogallo                | 7                 |
| Regno Unito               | 1                 |
| Spagna                    | 2                 |
| Stati Uniti               | 69                |
| Stati Uniti (heatseekers) | 1                 |
| Svezia                    | 7                 |
| Svizzera                  | 1                 |

### Classifiche di fine anno
| Classifica (1995) | Posizione |
| ----------------- | --------- |
| Austria           | 21        |
| Belgio (Fiandre)  | 28        |
| Belgio (Vallonia) | 21        |
| Germania          | 14        |
| Italia            | 9         |
| Regno Unito       | 17        |
| Svizzera          | 16        |